# Lagartones
Lagartones (llamada oficialmente Santo Estevo de Lagartóns) es una parroquia del municipio de La Estrada, en la provincia de Pontevedra, Galicia, España.

## Límites
Limita con las de Aguiones, La Estrada, Moreira, Callobre, Cereijo y Guimarey.

## Demografía
En 1842 tenía una población de hecho de 176 personas. En los veinte años que van de 1986 a 2006 la población pasó de 365 a 326 personas, lo cual significó una pérdida del 10,68%.

## Festividades
La parroquia de Lagartones, celebra en torno al 14 de junio la festa do labrego (fiesta del campesino) en honor a una de las primeras manifestaciones campesinas de toda España (1916): los campesinos de la época se enfrentaron al caciquismo local con arrojo y valentía y consiguieron lo que perseguían, la libertad de mandar en sus propias tierras, y por lo tanto en sus propias vidas. En honor a ellos se levantó en la parroquia el monumento al campesino.